# Джафаров, Гафур Джафар оглы
Гафур Джафар оглы Джафаров (азерб. Qafur Cəfər oğlu Cəfərov; 20 марта 1924, Сальянский уезд — ?) — советский азербайджанский строитель, Герой Социалистического Труда (1966).

## Биография
Родился 20 марта 1924 года в селе Ранджбар Сальянского уезда Азербайджанской ССР (ныне Сальянский район).
С 1937 года колхозник, чабан. С 1944 года рабочий Бакинского цементного завода имени Воровского, с 1951 года рабочий, с 1964 года мастер, горновой вращающихся печей Карадагского цементо-гипсового комбината. Джафаров считался одним из передовых рабочих комбината, там он пользовался большим почетом и уважением. Уже в первые годы Гафур Джафаров получил славу лучшего слесаря завода, однако он в 1949 году перепрофилировался на футеровщика, и со временем стал лучшим футеровщиком комбината. В августе 1952 года на заводе регулярно выходили из строя 3 печи, но футеровщик своими руками сразу исправлял неполадки, вынимал кирпичи, несмотря на опасность пожара. Джафарова коллеги характеризовали, как доброго и отзывчивого, уверенного работника. Гафур Джафаров отличился при выполнении заданий семилетки, выполнив ее досрочно, а по итогам девятой пятилетки бригада мастера дала 100 тон клинкера сверх плана. Обучил ряд высококвалифицированных мастеров — Али Джавадова, Мамеда Мамедова и других.
Указом Президиума Верховного Совета СССР от 28 июля 1966 года за выдающиеся успехи, достигнутые в выполнении заданий семилетнего плана по развитию промышленности строительных материалов Джафарову Гафуру Джафар оглы присвоено звание Героя Социалистического Труда с вручением ордена Ленина и золотой медали «Серп и Молот».
Активно участвовал в общественной жизни Азербайджана. Член КПСС с 1967 года.